# پوش‌پر

بالای بال مرغ که همه گروه‌های اصلی پر را نشان می‌دهد.

به مجموعه پرهایی که پرهای دیگر را روی بدن یک پرنده می‌پوشاند، پوش‌پَر (به انگلیسی: covert feather یا tectrix) می‌گویند. پوش‌پرها به نرم شدن جریان هوا روی بال‌ها و دم کمک می‌کنند.

## پوش‌پرهای گوش
پوش‌پرهای گوش، پرهای کوچک پشت چشم پرنده هستند که دهانه گوش را می‌پوشانند (گوش پرنده هیچ ویژگی بیرونی ندارد).

## پوش‌پرهای دم

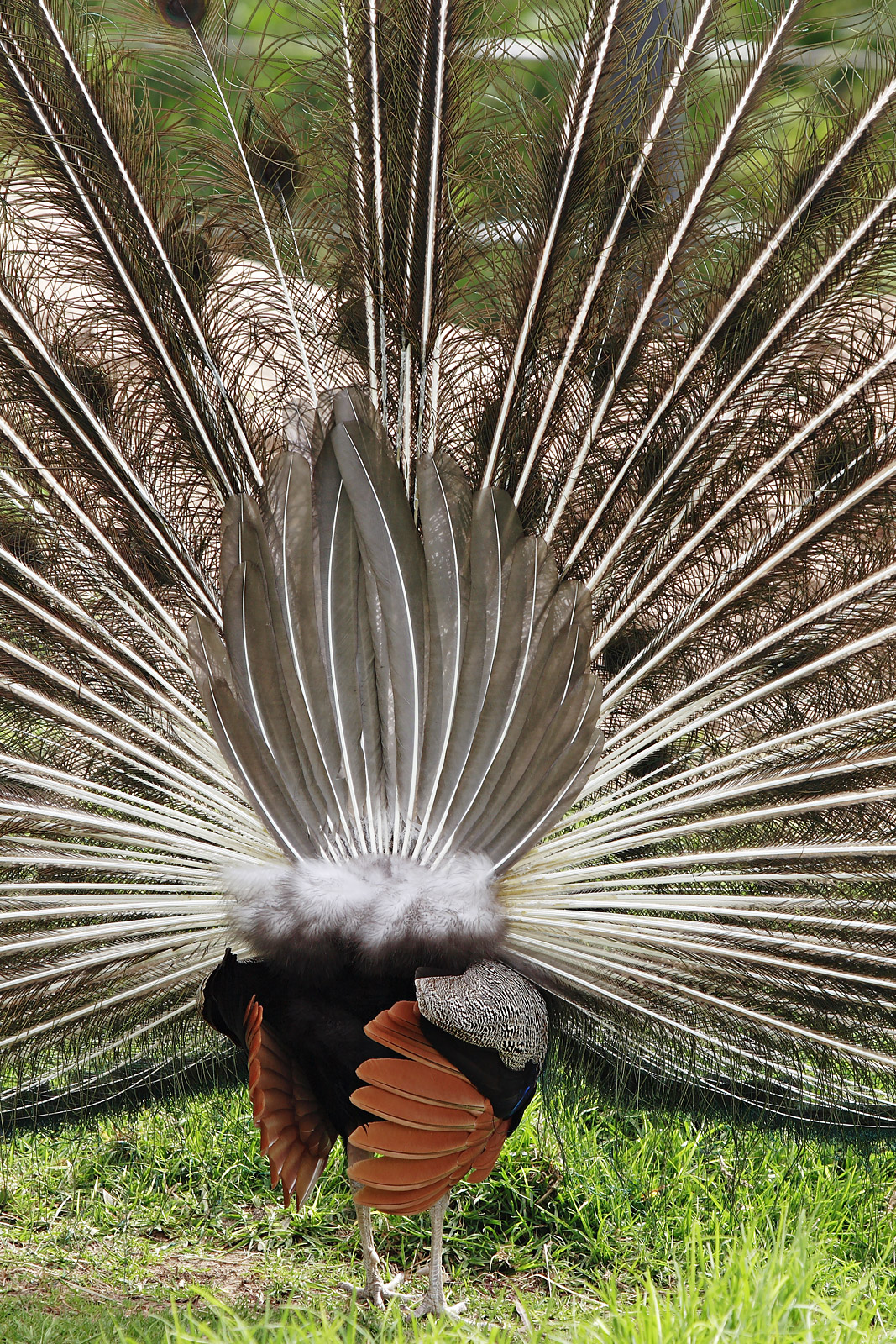
نمای پشتی از دم واقعی طاووس هندی و پوش‌پرهای روی دم بلند

پوش‌پرهای روی دم و زیر دم پایه پرهای دم را در بالا و پایین می‌پوشانند. گاهی این پوشش‌ها تخصصی‌ترند. «دم» طاووس از پوش‌پرهای روی دم بسیار بلند ساخته شده‌است.

## پوش‌پرهای بال
پوش‌پرهای روی بال به دو گروه تقسیم می‌شوند: آن‌هایی که در بال درونی قرار دارند، که شاهپر دومی‌ها را می‌پوشانند، که به عنوان پوش‌پرهای دومی شناخته می‌شوند، و آنهایی که در بال‌های بیرونی، که شاهپراولی‌ها را می‌پوشانند، پوش‌پراولی‌ها هستند. در هر گروه، پرها تعدادی ردیف را تشکیل می‌دهند. پرهای بیرونی‌تر، بزرگ‌ترین ردیف، پوش‌پرهای بزرگتر (اولی‌ها/دومی‌ها) نامیده می‌شوند. آنهایی که در ردیف بعدی قرار دارند، پوشپرهای میانی (اولی‌ها-/دومی‌ها-) هستند، و هر ردیف باقیمانده را پوشش‌های کوچکتر (اولیه-/ثانویه-) می‌نامند. زیر بال دارای مجموعه‌های پوششی مربوطه است (از نام‌های پوش‌پرهای رویی و زیری بال برای شناسایی مجموعه‌های مربوطه استفاده می‌شود). علاوه بر این، لبه جلویی بال با گروهی از پرها به نام پوش‌پرهای کناری پوشیده شده‌است. در هر گروه از بال‌ها، ردیف‌هایی از پرها مانند کاشی‌های بام هم قرار می‌گیرند (پوش‌پرهای بزرگ‌تر با پوش‌پرهای میانی پوشانده می‌شوند، که آنها نیز به نوبه خود توسط بیرونی‌ترین ردیف یعنی پوش‌پرهای کوچکتر و غیره پوشانده می‌شوند).